# Dongle (hardware)

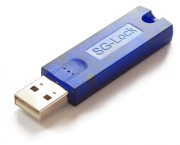
USB-dongle

Een dongle is een klein stukje hardware dat aangesloten wordt op de pc. Dongles kunnen verschillende functies hebben. Oorspronkelijk werden dongles vooral gebruikt als hardwaresleutels, tegenwoordig dienen zij vaak als netwerkontvangers.

## Hardwaresleutel
Een hardwaresleutel wordt meegeleverd met bepaalde software ter voorkoming van illegaal kopiëren. De dongle dient aangesloten te worden op de computer waarop de software is geïnstalleerd. Bij afwezigheid van de dongle zal de software niet opstarten of slechts beperkte functionaliteit hebben. Aanvankelijk konden dongles in de 25-polige parallelle poort worden gestoken. Deze dongles hebben op de achterkant ook weer een parallelle poort, zodat de printer daarop kan worden aangesloten. Het is mogelijk meerdere dongles achter elkaar te plaatsen, waardoor er een stapel van dongles kan ontstaan.
Moderne computers hebben geen parallelle poort en de meeste dongles werken dan ook met de USB-poort. Deze dongles, ook wel USB-sleutels genoemd, lijken wat uiterlijk betreft op een USB-stick, maar gedragen zich niet als zodanig. USB-dongles hebben geen doorlus-USB-poort op de achterkant, dit is niet noodzakelijk omdat, in tegenstelling tot de parallelle poort, een computer altijd over meerdere USB-poorten beschikt. Zo nodig kan er een externe USB-hub worden aangesloten.
Het is mogelijk de software te gebruiken op een andere computer, mits men de dongle overzet. Wie dezelfde software thuis en op het werk gebruikt, doet dat door steeds de dongle mee te nemen.
Software die bij hardware hoort, zoals een stuurprogramma voor een printer, heeft geen dongle nodig. De hardware dient zelf als zodanig.

### Nieuwere methode
Dongles zijn nooit erg populair geweest. Microsoft heeft een andere beveiligingsmethode. Wordt software geïnstalleerd, dan moet een productcode van 25 letters en cijfers worden ingevoerd. Deze code wordt, samen met bepaalde kenmerken van de computer, via een internetverbinding (vroeger ook wel telefonisch) naar de fabrikant gestuurd, waarna een activeringscode wordt teruggestuurd om de software in werking te stellen. Wordt dezelfde productcode ook op een andere computer - met andere kenmerken - gebruikt, dan moet de activering geweigerd worden.

### Nadelen
Een nadeel van USB-sleutels is hun diefstalgevoeligheid. USB-sleutels worden hierom vaak van een staalkabeltje voorzien of, indien mogelijk, op een USB-poort binnenin de computerbehuizing aangesloten.
Dongles kunnen ook kapot gaan, zodat de beveiligde applicatie niet meer werkt ondanks een verder goed functionerende computer. In dat geval moet men bij de fabrikant een nieuwe dongle vragen.

### Voordelen
Als een dongle gebruikt wordt om bepaalde functionaliteit in een softwarepakket te activeren kan een leverancier volstaan met een universeel distributiepakket waar alle modules op staan. Dit vereenvoudigt de logistiek aanzienlijk.

### Merknaam
Volgens een mythe is de naam 'dongle' afgeleid van de naam van een uitvinder, Don Gall. Het bedrijf dat (een van) de eerste dongles op de markt bracht, heeft daar wel mee geadverteerd, maar heeft later toegegeven dat dit slechts bedacht was uit marketingoverwegingen.

## Netwerkontvanger
Een dongle kan ook dienen als netwerkontvanger. Afhankelijk van het type dongle, kan de pc waar deze op is aangesloten middels de dongle toegang krijgen tot draadloze netwerken, bluetooth- of infrarood-signalen versturen en ontvangen.
Voor de verbinding wordt bijvoorbeeld gebruikgemaakt van 3G en 4G. Afhankelijk van de telecomaanbieder worden databundels aangeboden. 